# زیگورد صلیبی
زیگورد (انگلیسی: Sigurd the Crusader) (۱۰۹۰ – ۲۶ مارس ۱۱۳۰) یکی از پادشاهان نروژ اهل نروژ بود. او به واسطه ی جنگ های صلیبی نروژی شهرت یافت.